# 帕斯塔薩區
帕斯塔薩區（西班牙語：Distrito de Pastaza），是秘魯的一個區，位於該國東北部洛雷託大區的達特姆德爾馬拉尼翁省，始建於1943年7月2日，面積8,918.24平方公里，海拔高度120米，2005年人口6,148，人口密度每平方公里0.69人。